# Ermita de muntanya (Baldomer Gili i Roig)
Ermita de muntanya és una obra pictòrica de Baldomer Gili i Roig elaborada vora el 1926. El 1928 va ser adquirida pel Museu d'Art Jaume Morera, de Lleida, on es conserva actualment.

## Autor
Baldomer Gili i Roig (Lleida, 1873 – Barcelona, 1926) fou un destacat pintor i dibuixant català. Destacà com a gran paisatgista.
Si bé la pintura de figura és la temàtica que més singularitza l'obra de Baldomer Gili Roig dins el panorama artístic català a començaments de segle xx, el conreu del paisatge és, per altra banda, el gènere on aplica amb major decisió algunes de les petites llibertats tècniques que el distancien, moderadament, del tradicionalisme més acadèmic, i el tema que, sobretot en els darrers anys de la seva vida, anirà consolidant-se i prenen protagonisme a la pintura costumista.
Alguns autors consideren l'exposició que l'any 1918 fa a la Sala Parés de Barcelona com el punt d'inflexió a partir del qual Gili Roig supera l'anomena't realisme impressionista d'etapes anteriors i s'endinsa en el seu darrer període creatiu, caracteritzat per una nova visió del paisatge, on es fa evident la recuperació i l'aplicació d'un llenguatge pictòric diferent. Així, malgrat partir d'un nivell de detall i domini de la tècnica similars al de pintures anteriors, les obres produïdes a partir d'aquest moments, com ara aquesta Ermita de muntanya, esdevenen un testimoni prou indicatiu dels significatius canvis operats en el pintor a les acaballes de la seva trajectòria vital i artística, fruit d'una major maduresa formal i tècnica.

## Anàlisi
A Ermita de muntanya, Gili Roig no arriba a superar mai les barreres de la moderació i la perfecció equilibrada que esdevenen sengles constants en la seva obra, però el grau d'autonomia assolit pel color, la llibertat amb què l'autor aplica la pinzellada i, sobretot, la repercussió i l'impacte que això representa pel que fa al tractament de la llum i la matèria pictòrica, l'allunyen d'alguns dels convencionalismes tradicionals, i situen la seva pintura de paisatge en la línia de moderada renovació que representen Joaquim Sorolla i els seus seguidors, alguns d'ells vinculats amb major o menor grau a Catalunya, com ara Pla Rubió o Mongrell. I és que aquest camí era, de fet, l'única via de renovació possible dins els àmbits més acadèmics per poder participar, amb garanties d'èxit, a les Exposiciones Nacionales de Bellas Artes, on en aquells moments triomfaven autors com el ja esmentat Sorolla, Cecilio Pla o Enrique Martínez-Cubells, aquest darrer d'una tendència similar a la del pintor lleidatà.

## Exposicions
- «Encontres amb la Col·lecció 1», Museu d'Art Jaume Morera, Lleida, 2012
- «Gènesi i evolució de la col·lecció», Museu d'Art Jaume Morera, Lleida, 2009 – 2010
- «Baldomer Gili Roig (1873-1926). L'objectiu del pinzell», Museu d'Art Jaume Morera, Lleida, 2008
- «Gili i Roig 1873-1926», Fundació Caixa de Pensions, 1986
- «Exposición Gili Roig 1873-1926. Fondos del Museo de Arte Jaime Morera», Institut d'Estudis Ilerdencs, Lleida, 1974
- «Exposició Gili-Roig», Lleida: Ateneu Lleidatà, 1927